# Штер
Штер — дворянский род.
Тайный советник Матвей Петрович Штер (1776—25.01.1847), 14 октября 1827 года пожалован на дворянское достоинство дипломом, с коего копия хранится в Герольдии.
Его потомок — Штер, Андрей Петрович (1878—1907) — русский морской офицер, лейтенант.

## Описание герба
Щит разделён перпендикулярно на две части. В правой в золотом поле изображена в виде жены, имеющей на голове покрывало и держащей в руке масличную ветвь кротость, с принадлежащими к ней атрибутами; в левой части в верхнем голубом поле летящий голубь, а в нижнем зелёном поле агнец. Щит увенчан дворянскими шлемом и короною с тремя страусовыми перьями. Намёт на щите золотой и голубой, подложенный зелёным цветом и золотом. Герб Штера внесён в Часть 10 Общего гербовника дворянских родов Всероссийской империи, стр. 132.